# Clara s'en va mourir
Pour plus de détails, voir Fiche technique et Distribution.
Clara s'en va mourir est un téléfilm français réalisé par Virginie Wagon, diffusé le 5 octobre 2012 sur Arte.

## Synopsis
Clara, une célèbre comédienne, apprend qu'elle est atteinte d'un cancer incurable. Elle décide de partir en Suisse où l'aide au suicide est proposée.

## Fiche technique
- Réalisation et scénario : Virginie Wagon
- Directeur de la photographie : Philippe Lardon
- Montage : Sylvie Lager
- Costumes : Caroline Tavernier
- Musique : Frédéric Junka, Éric Neveux, Jean-François Viguié
- Chanson du film : The Noble Art of Letting Go de Rebekka Karijord
- Production : B.F.C. Productions et Arte France Cinéma
- Durée : 90 minutes

## Distribution
- Jeanne Balibar : Clara
- Alexandre Tacchino : Vadim miam
- Caroline Torlois : Elena
- Édith Scob : la mère de Clara
- Magne-Håvard Brekke : Yougoff
- Marc Bodnar : Yann
- Valérie Moinet : Séverine
- Gérard Couchet : Henri
- Rodolphe Dana : Steve
- Raymonde Bronstein : Didine
- Ylane Duparc : Max
- Félicité Chaton :
- Alain de Catuelan : le financier
- Nicolas Beaucaire : le financier

## Récompense
- Prix du scénario au Festival du film de télévision de Luchon